# Inspecteur Barnaby
Pour les articles homonymes, voir Barnaby.
Inspecteur Barnaby (Midsomer Murders) est une série télévisée britannique, créée d'après les romans de Caroline Graham et diffusée depuis le 23 mars 1997 sur le réseau ITV.
En France, la série est diffusée depuis le 14 janvier 2001 sur France 3 et rediffusée sur 13e rue puis sur C8 depuis le 7 avril 2015. En Belgique, elle a été diffusée sur RTL-TVi et rediffusée ensuite dans son intégralité sur Club RTL et sur la RTBF. Au Québec, elle est diffusée depuis le 1er septembre 2001 sur Séries+ et depuis le 27 avril 2012 (dès la 13e saison) sur ICI Radio-Canada Télé.

## Synopsis
Cette série met en scène les enquêtes de l'inspecteur Tom Barnaby, puis de l'inspecteur John Barnaby, son cousin, à partir de la saison 14, et de leurs adjoints respectifs — Gavin Troy, Dan Scott, Ben Jones, Charlie Nelson et Jamie Winter, ainsi que des différents médecins légistes que sont les docteurs George Bullard, Kate Wilding, Kam Karimore puis Fleur Perkins — dans un comté anglais fictif, le Midsomer. Les affaires qu'ils doivent résoudre sont souvent ponctuées de plusieurs meurtres et ont pour cadre des milieux extrêmement divers. À Causton, ville principale du comté, rien n’est jamais comme il le semble. La ville regorge de personnages hauts en couleur, ruminant de sombres vengeances envers de vieux ennemis.
À partir de la 14e saison (épisode « Hors circuit »), Tom Barnaby est remplacé par son cousin John, interprété par Neil Dudgeon. Cependant, pour assurer la transition, Tom et John Barnaby se retrouvent ensemble sur le terrain le temps d'une enquête (saison 13, épisode 2, L'épée de Guillaume). La série garde le même nom, la même musique et le même générique.

## Distribution
Dans les 81 premiers épisodes mettant en scène le personnage de Tom Barnaby, seuls John Nettles et Jane Wymark apparaissent dans chacun des épisodes des 13 saisons. Le personnage du docteur Bullard est parfois remplacé par celui d'un autre médecin légiste, tandis que le personnage de Cully Barnaby n'apparaît que dans 43 épisodes. Enfin, l'adjoint de l'inspecteur-chef Barnaby est interprété par trois acteurs successifs, dans trois rôles eux-mêmes successifs (Gavin Troy, Dan Scott et Ben Jones). Les personnages du docteur Bullard et du sergent Jones demeurent dans la distribution après la retraite de Tom Barnaby et son remplacement par John Barnaby.
| Personnage              | Rôle tenu par      | Doublage VF                    | Nombres de saisons                | Année dans la série      |
| ----------------------- | ------------------ | ------------------------------ | --------------------------------- | ------------------------ |
| Inspecteur Tom Barnaby  | John Nettles       | Hervé Jolly                    | Saisons 1 à 13                    | 1997 - 2011              |
| Joyce Barnaby           | Jane Wymark        | Monique Nevers                 | Saisons 1 à 13                    | 1997 - 2011              |
| Cully Barnaby           | Laura Howard       | Géraldine Giraud Agnès Cirasse | Saisons 1 à 3, Saisons 6 à 13     | 1997 - 2000, 2003 - 2011 |
| Docteur George Bullard  | Barry Jackson (en) | Claude d'Yd Serge Bourrier     | Saisons 1 à 14                    | 1997 - 2012              |
| Sergent Gavin Troy      | Daniel Casey       | Antoine Nouel                  | Saisons 1 à 7 - invité saison 11  | 1997 - 2003, 2008        |
| Sergent Dan Scott       | John Hopkins       | Lionel Tua                     | Saisons 7 et 8                    | 2004 - 2005              |
| Sergent Ben Jones       | Jason Hughes       | Jérôme Pauwels                 | Saisons 9 à 15 - invité saison 19 | 2005 - 2013, 2017        |
| Sergent Gail Stephens   | Kirsty Dillon      | Marie-Frédérique Habert        | Saisons 10 à 13                   | 2007 - 2011              |
| Inspecteur John Barnaby | Neil Dudgeon       | Michel Dodane                  | Depuis la saison 14               | 2011 - présent           |
| Sarah Barnaby           | Fiona Dolman       | Danièle Douet                  | Depuis la saison 14               | 2011 - présent           |
| Docteur Kate Wilding    | Tamzin Malleson    | Delphine Braillon              | Saisons 14 à 17                   | 2011 - 2015              |
| Sergent Charlie Nelson  | Gwilym Lee         | Anatole de Bodinat             | Saisons 16 à 18                   | 2013 - 2017              |
| Docteur Kam Karimore    | Manjinder Virk     | Anne-Sophie Charron            | Saisons 18 et 19                  | 2015 - 2017              |
| Sergent Jamie Winter    | Nick Hendrix       | Benjamin Gasquet               | Depuis la saison 19               | 2017 - présent           |
| Docteur Fleur Perkins   | Annette Badland    | Anne Plumet                    | Depuis la saison 20               | 2018 - présent           |

### Acteurs apparaissant dans plusieurs rôles différents
- Neil Dudgeon :
  - Le Jardin de la mort (saison 4, épisode 1) : Daniel Bolt
  - L'épée de Guillaume (saison 13, épisode 2) : John Barnaby, cousin de Tom Barnaby
  - tous les épisodes à partir de la saison 14, épisode 1, où il prend le relais de son cousin Tom Barnaby, qui a pris sa retraite.

- Anna Massey :
  - Écrit dans le sang (saison 1, épisode 1) : Honoria Lyddiard
  - La Guerre des espions (saison 12, épisode 3) : Brenda Packard

- Mark Umbers :
  - Le Prix du scandale (saison 7, épisode 4) : Neville Williams
  - Les Noces de sang (saison 11, épisode 1) : Harry Fitzroy

- Debbie Chazen :
  - Le Bois de l'étrangleur (saison 2, épisode 2) : Anna Santarosa
  - Macabres découvertes (saison 11, épisode 4) : Gemma Platt

- Richard Hope :
  - Le Jour du jugement (saison 3, épisode 3) : Gordon Brierly
  - Le Couperet de la justice (saison 10, épisode 7) : Neville Hayward

- Rupert Vansittart :
  - Un village très coté (saison 5, épisode 1) : Selwyn Proctor
  - Le Blues de l'assassin (saison 10, épisode 4) : Desmond Harcourt
  - Meurtre sur le green (saison 12, épisode 1) : Alistair Kingslake

## Le comté de Midsomer
Voici la liste des villages du comté de Midsomer dont la capitale est Causton :
- Aspern Tallow
- Badger's Drift
- Binwell
- Bishopwood
- Bow Clayton
- Broughton
- Burwood Mantle
- Calham Cross
- Causton
- Devington
- Dunstan
- Elverton-cum-Latterley
- Ferne Basset
- Finchmere
- Fletcher's Cross
- Ford Florey
- Goodman's Land
- Great Pelfe
- Great Worthy
- Haddington
- Little Crosby
- Little Upton
- Little Worthy
- Lower Warden
- Luxton Deeping
- Malham Bridge
- Malham Cross
- March Magna
- Marsh Wood
- Martyr Warren
- Midsomer Abbas
- Midsomer Barrow
- Midsomer Barton
- Midsomer Chettham
- Midsomer Deverell
- Midsomer Florey
- Midsomer Herne
- Midsomer Holm
- Midsomer Kind
- Midsomer Langley
- Midsomer Magna
- Midsomer Malham
- Midsomer Mallow
- Midsomer Market
- Midsomer-in-the-Marsh
- Midsomer Mere
- Midsomer Morchard
- Midsomer Morton
- Midsomer Mow
- Midsomer Newton
- Midsomer Oaks
- Midsomer Parva
- Midsomer Pastures
- Midsomer Priors
- Midsomer Sonning
- Midsomer St. Claire
- Midsomer St. Michael
- Midsomer Stanton
- Midsomer Vertue
- Midsomer Vinae
- Midsomer Wellow
- Midsomer Worthy
- Midsomer Wyvern
- Milton's Cross
- Monks Barton
- Morton Fendle
- Morton Shallows
- Newton Magna
- Pandlefoot Bailey
- Swynton Magna
- Upper Warden

## Épisodes

### Pilote (1997)
1. Meurtres à Badger's Drift (The Killings at Badger's Drift)

Épisode pilote avec Tom Barnaby (John Nettles), Gavin Troy (Daniel Casey) et le docteur George Bullard (Barry Jackson).

### Première saison (1998)
1. Écrit dans le sang (Written in Blood)
2. Mort d'un pantin (Death of a Hollow Man)
3. Fidèle jusqu'à la mort (Faithful Unto Death)
4. Le Masque de la mort (Death in Disguise)

### Deuxième saison (1999)
1. L'Ombre de la mort (Death's Shadow)
2. Le Bois de l'étrangleur (Strangler's Wood)
3. Le Terrain de la mort (Dead Man's Eleven)
4. Et le sang coulera (Blood Will Out)

### Troisième saison (1999-2000)
1. Mort d'un vagabond (Death of a Stranger)
2. Angoisse dans la nuit (Blue Herrings)
3. Le Jour du jugement (Judgement Day)
4. Le Mystère de la tombe (Beyond the Grave)

### Quatrième saison (2000-2001)
1. Le Jardin de la mort (Garden of Death)
2. L'Ange destructeur (Destroying Angel)
3. Vendetta (Electric Vendetta)
4. Qui a tué Cock Robin ? (Who Killed Cock Robin?)
5. Sombre Automne (Dark Autumn)
6. Le Fruit du péché (Tainted Fruit)

### Cinquième saison (2002)
1. Un village très coté (Market for Murder)
2. Le Ver dans le fruit (A Worm in the Bud)
3. Les Sonneries de la mort (Ring Out Your Dead)
4. Meurtre dans un collège anglais (Murder on St Malley's Day)

### Sixième saison (2003)
1. Mort en eau trouble (A Talent for Life)
2. Le Parcours du combattant (Death and Dreams)
3. Une touche de sang (Painted in Blood)
4. La Maison de Satan (A Tale of Two Hamlets)
5. Les Oiseaux de proie (Birds of Prey)

### Septième saison (2003-2004)
1. L'Homme du bois (The Green Man) (Départ de Troy car il a reçu une promotion)
2. La Réunion des anciennes (Bad Tidings) (Arrivée de Scott)
3. La Malédiction du tumulus (The Fisher King)
4. Le Prix du scandale (Sins of Commission)
5. La Légende du lac (The Maid in Splendour)
6. Les Femmes de paille (The Straw Woman)
7. Le Fantôme de Noël (Ghosts of Christmas Past)

### Huitième saison (2004-2005)
1. Un cri dans la nuit (Things That Go Bump in the Night)
2. Les Régates de la vengeance (Dead in the Water)
3. Requiem pour une orchidée (Orchis Fatalis)
4. Pari mortel (Bantling Boy)
5. Double Vue (Second Sight)
6. Le Saut de la délivrance (Hidden Depths)
7. L'assassin est un fin gourmet (Sauce For the Goose)
8. Rhapsodie macabre (Midsomer Rhapsody)

### Neuvième saison (2005-2006)
1. La Maison hantée (The House in the Woods) (Départ de Scott pour arrêt maladie et Arrivée de Jones)
2. Lettres mortelles (Dead Letters)
3. La Course à l'héritage (Vixen's Run)
4. L'Assassin de l'ombre (Down Among the Dead Men)
5. Quatre enterrements et un mariage (Four Funerals and a Wedding)
6. Ces dames de la campagne (Country Matters)
7. La Mort en chantant (Death in Chorus)
8. Complément d'enquête (Last Year's Model)

### Dixième saison (2006-2008)
1. Danse avec la mort (Dance with the Dead)
2. L'Oncle d'Amérique (The Animal Within)
3. La Chasse au trésor (King's Crystal)
4. Le Blues de l'assassin (The Axeman Cometh)
5. La Randonnée de la mort (Death and Dust) (Arrivée du sergent Gail Stephens pour aider au bureau)
6. Le Flash de la mort (Picture of Innocence)
7. Le Couperet de la justice (They Seek Him Here)
8. Le Télescope de la mort (Death in a Chocolate Box)

### Onzième saison (2008et2010)
1. Les Noces de sang (Blood Wedding) (épisode spécial avec l'apparition de Gavin Troy)
2. Fusillé à l'aube (Shot at Dawn)
3. L'assassin est servi (Left for Dead)
4. Macabres Découvertes (Midsomer Life)
5. Une alliance maléfique (The Magician's Nephew)
6. Le Crépuscule des héros (Days of Misrule)
7. Le Mystère du bois des moines (Talking to the Dead)

### Douzième saison (2009-2010)
1. Meurtre sur le green (The Dogleg Murders)
2. Toiles assassines (The Black Book)
3. La Guerre des espions (Secrets and Spies)
4. La Mort au bout du chemin (The Glitch)
5. Crimes en grandeur nature (Small Mercies)
6. Le Monte-en-l'air (The Creeper)
7. La Somnambule (The Great and the Good)

### Treizième saison (2010-2011)
1. Meurtres sur mesure  (The Made to Measure Murders)
2. L'Épée de Guillaume  (The Sword of Guillaume) (Seule enquête menée conjointement par Tom et John Barnaby)
3. Du sang sur les éperons  (Blood on the Saddle)
4. Les Fantômes de March Magna  (The Silent Land)
5. La Musique en héritage  (Master Class)
6. Mort par K.O.  (The Noble Art)
7. La Bataille des urnes  (Not in My Backyard)
8. Régime fatal (Fit for Murder) (Retraite pour Tom Barnaby + Départ de Stephens)

### Quatorzième saison (2011-2012)
1. Hors circuit (Death in the Slow Lane) (Arrivée de John Barnaby)
2. Drame familial (Dark Secrets)
3. Échos du passé (Echoes of the Dead)
4. Crimes imparfaits (The Oblong Murders) (Départ de Bullard car il décide de se mettre en retraite anticipée)
5. Le Dormeur sous la colline (The Sleeper Under the Hill) (Arrivée du Docteur Kate Wilding)
6. La Nuit du cerf (The Night of the Stag)
7. Une foi sacrée (A Sacred Trust)
8. Un oiseau rare (A Rare Bird)

### Quinzième saison (2012-2013)
1. Le Cavalier sans tête (The Dark Rider)
2. La Liste noire (Murder of Innocence)
3. Le Principe d'incertitude (Written in the Stars)
4. La Mort et les Divas (Death and the Divas)
5. La Défense sicilienne (The Sicilian Defence)
6. Leçons de cruauté (Schooled in Murder) (Départ de Jones car il a reçu une promotion)

### Seizième saison (2013-2014)
1. Frissons de Noël (The Christmas Haunting) (Arrivée de Nelson)
2. Colère divine (Let Us Prey)
3. Défunts Gourmets (Wild Harvest)
4. L'Aéroclub (The Flying Club)
5. Les Meurtres de Copenhague (The Killings at Copenhagen)

### Dix-septième saison (2015)
1. Règlements de comptes à la roulette (The Dagger Club)
2. Meurtre par enchantement (Murder by Magic)
3. La Ballade du comté de Midsomer (The Ballad of Midsomer County)
4. Tuer avec modération (A Vintage Murder) (Départ du Docteur Kate Wilding car elle a demandé sa mutation pour raison familiale)

### Dix-huitième saison (2016)
1. Habeas Corpus (Habeas Corpus) (Arrivée du Docteur Kam Karimore)
2. L'Incident de Cooper Hill (The Incident at Cooper's Hill)
3. Chaînes brisées (Breaking the Chain)
4. Sculptures et sépultures (A Dying Art)
5. Le Trésor des Milson (Saints and Sinners)
6. Moissons d'âmes (Harvest of Souls) (Départ de Nelson car il a reçu une promotion)

### Dix-neuvième saison (2016-2017)
1. Le Village fantôme (The Village That Rose from the Dead) (Arrivée de Winter - Départ de Sykes)
2. Crime et châtiment (Crime and Punishment)
3. Le Dernier Capitaine (Last Man Out) (épisode spécial avec l'apparition de Ben Jones)
4. De fourrure et de sang (Red in Tooth & Claw)
5. Mort par conviction (Death by Persuasion)
6. La Malédiction de la Neuvième (The Curse of the Ninth) (Départ du Docteur Kam Karimore pour le Canada car elle a eu une promotion)

### Vingtième saison (2019-2020)
1. La Légende du frère Jozef (The Ghost of Causton Abbey) (Arrivée du Docteur Fleur Perkins)
2. L'Effet papillon (Death of the Small Coppers)
3. La Femme interdite (Drawing Dead)
4. Les Lions de Causton (The Lions of Causton)
5. Jusqu'à ce que le meurtre nous sépare (Till Death Do Us Part)
6. Faites entrer les clowns (Send in the Clowns)

### Vingt-et-unième saison (2020)
1. Le Point d'équilibre (The Point of Balance)[3]
2. Meurtres en miniature (The Miniature Murders)
3. Du miel et du fiel (The Sting of Death)
4. Le monstre du lac (With Baited Breath)

### Vingt-deuxième saison (2021-2023)
1. Le Loup-Chasseur (The Wolf Hunter of Little Worthy)[4]
2. Le Cercle des couturés (The Stitcher Society)
3. La Mort n'est pas un jeu (Happy Families)
4. Epouvantables épouvantails (The Scarecrow Murders)
5. La monnaie de leur pièce (For Death Prepare)
6. Les Sorcières d'Angel's Rise (The Witches of Angel's Rise)

### Vingt-troisième saison (2022-2023)
1. La fin du monde (The Blacktrees Prophecy)
2. Secrets et mensonges (The Debt of Lies)
3. Qui sème le vent (A Grain of Truth)
4. Effet domino (Dressed to Kill)

### Vingt-quatrième saison (2023)
Tournage en mars 2023
1. L'œuvre du démon (The Devil's Work)
2. Le livre des morts (Book of the Dead)
3. Toutes griffes dehors (Claws Out)
4. Un climat de mort (A Climate of Death)

### Vingt-cinquième saison (2025)
Le 12 novembre 2024, ITV a annoncé le renouvellement de la série pour une vingt-cinquième saison, dont le tournage devrait commencer en 2025.

### Spécial20eanniversaire
En juin 2019, le service de streaming américain Acorn TV (en) a diffusé un spécial 20e anniversaire présenté par John Nettles. Le documentaire d'une heure rassemble des acteurs anciens et actuels de la série ainsi que des producteurs et d'autres personnes travaillant dans les coulisses pour discuter des moments mémorables des 20 dernières saisons et des bizarreries particulières qui ont fait de la série un succès.

### Documentaire 25e anniversaire
En mai 2022, ITV a annoncé qu'il y aurait un documentaire célébrant le 25e anniversaire de l'émission.
Intitulé Inspecteur Barnaby - 25 années de suspense et de flegme (Midsomer Murders - 25 Years of Mayhem) et devant être diffusé plus tard dans l'année, il mettra en vedette des contributions d'acteurs tels que John Nettles , Neil Dudgeon , Jane Wymark , Fiona Dolman , Daniel Casey , Jason Hughes et Annette Badland , ainsi que le scénariste Jeff Povey (en) et le producteur Ian Strachan. Il plongera également dans les coulisses du tournage de la saison 23 et mettra en lumière les apparitions d'acteurs britanniques tels qu'Orlando Bloom et Henry Cavill, depuis devenus des stars internationales.
ITV a par la suite annoncé que le documentaire d'une heure serait diffusé sur la chaîne le dimanche 29 mai 2022 à 19 heures. En France, le documentaire a été diffusé sur France 3 le 4 décembre 2022 à minuit.

## Commentaires
Les cinq premiers épisodes (saison 1), sont une adaptation des cinq premiers romans policiers de Caroline Graham mettant en scène l'inspecteur Barnaby. Tous les épisodes suivants sont basés sur des scénarios inédits, reprenant simplement les personnages principaux des romans ainsi que le cadre géographique du comté de Midsomer.
C’est en 1987 que Caroline Graham publie le premier roman, Meurtres à Badger's Drift (en anglais : The Killings at Badger's Drift), dans lequel apparaît pour la première fois le paisible et séduisant inspecteur Thomas Barnaby. C'est un succès immédiat. Dix ans après, les aventures de Barnaby — sous le titre de Midsomer Murders — sont diffusées pour la première fois sur ITV.

### Adaptation
Pour le rôle de l’imperturbable inspecteur, les producteurs font appel à John Nettles, de la Royal Shakespeare Company, qui incarne ce personnage d’homme ordinaire, calme et apaisant. Dans les romans de Caroline Graham, Barnaby est plus grand et il a les yeux marron (John Nettles a les yeux bleus), il adore le jardinage et suit des cours de cuisine (car celle de sa femme est souvent détestable). Après les derniers épisodes de John Nettles en 2011, le personnage de John Barnaby (cousin de Tom) interprété par Neil Dudgeon, reprend le flambeau de la série. Il est arrivé au « casting » en 2010 (il avait cependant interprété, en 2000, au cours de la quatrième saison, le rôle du jardinier Daniel Bolt dans l'épisode « Le Jardin de la mort »).
Pendant plusieurs saisons, la série joue sur la nostalgie d'une époque désormais révolue, celle de l'Angleterre des années 1950. Dans ce monde, Barnaby est l'archétype du « gentleman farmer » qui pratique un humour pince-sans-rire et décalé, s'occupant d'enquêtes policières et de résolution de crimes comme d'autres jouent aux échecs ou font du tir à l'arc. Il résout ses enquêtes essentiellement grâce à sa capacité à démêler l'écheveau des relations sociales et humaines des protagonistes. Sa vie familiale a aussi beaucoup d'importance et le spectateur est souvent invité dans son intimité et n'ignore rien de ses soucis familiaux, ménagers et de santé. Cependant, une évolution technique et scientifique va apparaître peu à peu, plus ou moins flagrante selon les scénarios, à partir de l'arrivée de l'officier Ben Jones, suivi d'une autre arrivée quelques épisodes plus tard, celle de l'officier Gail Stephens. Mais l'inspecteur-chef Barnaby reste égal à lui-même.
Cinq semaines de tournage sont nécessaires à chaque épisode. Ils ont pour décors les régions du Buckinghamshire et de l'Oxfordshire, avec parfois quelques détours dans le Berkshire et le Hertfordshire.
La musique est signée Jim Parker. Le thème est joué avec un thérémine par Celia Sheen avec un instrument fabriqué par le luthier Tony Henk, mais à la suite du décès de Celia Sheen en 2011, le thème principal est joué au violon solo, depuis la quatorzième saison.

## Produits dérivés

### DVD
Les DVD de la série ont d'abord été proposés par le biais de la collection officielle vendue en kiosque (fascicule & DVD) durant une soixantaine de numéros.
Les saisons sont disponibles en coffret :
- Inspecteur Barnaby - Saison 1 (2 avril 2007)
- Inspecteur Barnaby - Saison 2 (2 avril 2008)
- Inspecteur Barnaby - Saison 3 (10 septembre 2008)
- Inspecteur Barnaby - Saison 4 (5 novembre 2008)
- Inspecteur Barnaby - Saison 5 (7 janvier 2009)
- Inspecteur Barnaby - Saison 6 (30 septembre 2009)
- Inspecteur Barnaby - Saison 7 (17 mars 2010)
- Inspecteur Barnaby - Saison 8 (22 septembre 2010)
- Inspecteur Barnaby - Saison 9 (19 janvier 2011)
- Inspecteur Barnaby - Saison 10 (21 septembre 2011)
- Inspecteur Barnaby - Saison 11 (17 janvier 2012)
- Inspecteur Barnaby - Saison 12 (26 septembre 2012)
- Inspecteur Barnaby - Saison 13 (9 janvier 2013)
- Inspecteur Barnaby - Saison 14 (24 septembre 2013)
- Inspecteur Barnaby - Saison 15 (7 janvier 2014)
- Inspecteur Barnaby - Saison 16 (24 septembre 2014)
- Inspecteur Barnaby - Saison 17 (6 mai 2015)
- Inspecteur Barnaby - Saison 18 (24 août 2016)
- Inspecteur Barnaby - Saison 19 (30 août 2017)
- Inspecteur Barnaby - Saison 20 (26 septembre 2018)
- Inspecteur Barnaby - Saison 21 (3 juin 2020)
- Inspecteur Barnaby - Saison 22 (2 mars 2022)
- Inspecteur Barnaby - Saison 23 (19 avril 2023)
- Inspecteur Barnaby - Saison 24 (21 août 2024)

### Clip vidéo
- [vidéo] « Thème musical de la série TV Inspecteur Barnaby », sur YouTube interprété au thérémine, par Celia Sheen